# Filip Đuričić
Filip Đuričić, född 30 januari 1992, är en serbisk fotbollsspelare som spelar för Panathinaikos.

## Klubbkarriär
I juni 2018 värvades Đuričić av italienska Sassuolo, där han skrev på ett fyraårskontrakt. Den 1 augusti 2022 blev Đuričić klar för en återkomst i Sampdoria, där han skrev på ett tvåårskontrakt med option på ytterligare ett år.
I juni 2023 värvades Đuričić av grekiska Panathinaikos, där han skrev på ett tvåårskontrakt. I januari 2025 förlängde Đuričić sitt kontrakt med ett år.

## Landslagskarriär
Đuričić debuterade för Serbiens landslag den 29 februari 2012 i en 0–0-match mot Cypern. I november 2022 blev han uttagen i Serbiens trupp till VM 2022.